# إدموند هالي
إدموند هالي (بالإنجليزية: Edmond Halley) (8/تشرين الثاني نوفمبر /1656 - 14/كانون الثاني يناير/1742 ) عالم فلك ورياضيات وفيزياء وأرصاد جوية إنجليزي. وهو من ضبط وحدد مسار مذنب هالي، وهو ثاني فلكي ملكي بريطاني بعد جون فلامستيد في عام 1720.
بعد أن شيد المرصد في سانت هيلينا في الفترة من 1676 إلى 1677، قام هالي بفهرسة نصف الكرة السماوية الجنوبي وسجل عبور عطارد عبر الشمس. وقد أدرك أنه يمكن استخدام عبور مماثل لكوكب الزهرة لتحديد المسافات بين الأرض والزهرة والشمس. عند عودته إلى إنجلترا، أصبح زميلًا في الجمعية الملكية، وبمساعدة الملك تشارلز الثاني، حصل على درجة الماجستير من جامعة أكسفورد.
شجع هالي وساعد في تمويل نشر كتاب إسحاق نيوتن المؤثر (الأصول الرياضية للفلسفة الطبيعية). ومن الملاحظات التي أدلى بها هالي في سبتمبر 1682، أنه استخدم قانون نيوتن للجاذبية الكونية لحساب دورية مذنب هالي في "ملخص علم الفلك للمذنبات" (Synopsis of the Astronomy of Comets) عام 1705. وقد تمت تسميته باسمه عند عودته المتوقعة عام 1758، والتي لم يعش ليشاهدها.

## السيرة الذاتية و المهنية
ولد إدموند هالي في شورديتش في إنكلترا, كان والده صانع صابون في لندن, وعندما كان هالي طفلاً اهتم بعلوم الرياضيات ودرس في مدرسة باول وفي عام 1673 انتقل إلى الكلية الملكية، أكسفورد.
ولما كان طالباً جامعيا كتب مقالاً عن النظام الشمسي وعن البقع الشمسية.
وبعدما ترك أكسفورد ذهب إلى جنوب المحيط الأطلسي إلى جزيرة سانت هيلينا وأنشأ مجموعة من المناظير الفلكية والتلسكوبات هناك وذلك لرصد النجوم في نصف الكرة الجنوبي من كوكب الأرض، وبينما كان هناك راقب عبور كوكب عطارد وقرر أن يراقب أيضاً عبور كوكب الزهرة لأنه اعتقد أن ذلك سيساعده على تحديد حجوم الكواكب والحجم الإجمالي للنظام الشمسي وفي شهر أيار من عام 1678 عاد هالي إلى إنكلترا وفي العام التالي نشر هالي ملاحظاته على 341 نجم من نجوم نصف الكرة الأرضية الجنوبي وذلك بعد استفادته من المرصد الموجود في سانت هيلينا.
وأضاف هذه النجوم إلى خريطة السماء الفلكية وكسب درجة الماجستير في جامعة أوكسفورد وعين زميلاً من قبل الجمعية الملكية، وفي عام 1686 نشر هالي الجزء الثاني من نتائج رحلته إلى سانت هيلينا وكانت هي خريطة تظهر عليها الرياح الموسمية وبعض التيارات كما أسس العلاقة بين الضغط الجوي والارتفاع فوق مستوى سطح البحر وكان لمخطوطاتهِ دور هام في هذا العلم.
ولقد تزوج هالي من ماري توك في عام 1682 التي أنجبت لهُ ثلاثة أطفال وأستقروا في إزلنغتون.
قضى هالي معظم وقته في مراقبة القمر كما اهتم أيضاً بقوى الجاذبية والأمور التي تتعلق بها، ولقد جذب أيضاً انتباهه مسائل حول قوانين كبلر لحركة الكواكب، ومن أجل ذلك سافر هالي إلى كامبريدج لمناقشة هذا الأمر مع العالم إسحاق نيوتن لكنه وجد أن نيوتن حل المشكلة دون أن ينشر شيئا فأقنعه هالي بأن ينشر كتابا باسم رياضيات فلسفة الطبيعة ونُشِرَ الكتاب على نفقة هالي الخاصة.
ولقد اخترع هالي جهاز ديفينغ بيل وهو جهاز يساعد في الغطس على إعادة استخدام الهواء لكنه لم يستخدم بسبب وزنه الثقيل ولأنه غير عملي.
في عام 1691 قدم هالي إلى الجمعية الملكية نموذجا عن البوصلة وذلك باستخدام علبة مملوءة بسائل رطب وقليل المقاومة لحركة الإبرة المغناطيسية وذلك لتتحرك بكامل الأريحية، وفي عام 1691 سعى هالي إلى رتبة بروفسور لعلم الفلك في جامعة أوكسفورد ولكن عارضه رئيس أساقفة كانتربري وذلك بسبب إلحاده فذهب إلى غريغوري الذي حصل على دعم من إسحاق نيوتن.
وفي عام 1706 انتهى هالي من تعلم اللغة العربية وانتهى من الترجمة التي كتبها إدوارد براونارد لكتاب هندسة المخروطيات لأبوبلونيوس.

## مكتشفاته
في عام 1698 بدأ هالي في إجراء اختباراتٍ حول القوانين التي تغيّر حركة البوصلة وذلك باستخدامهِ سفينة في جنوب المحيط الأطلسي وأبحرت السفينة في تشرين الثاني 1698 لتكون أول رحلة علمية بحتة لسفن البحرية الإنكليزية ولكن نشأ عصيانٌ من قبل الطاقم في السفينة على خلفية أسئلة من اختصاص هالي مما جعله يعود بالسفينة إلى إنكلترا في يوليو 1699 وكانت النتيجة توبيخ معتدل لرجال الطاقم وعدم الرضا عن هالي الذي شعر بأن المحكمة كانت متساهلة للغاية.
وأبحر هالي مرة أخرى عام 1699 وأنجزت المهمة في الإبحار الثاني الذي استمر حتى السادس من أيلول 1700 وامتدت من 52 درجة شمالاً إلى 52 درجة جنوباً ونشرت النتائج مع الرسم البياني لانحراف البوصلة في عام 1701.
وفي عام 1703 تم تعيين أدموند هالي بروفسورا من قبل جامعة أكسفورد وحصل على درجة الدكتوراه الفخرية في القوانين عام 1710.
تصفَّح هالي تاريخ علم الفلك وبخاصة المذنبات التي مرَّت بالأعوام 1456 /1531 /1607/ 1682 و توقع بأنها كلها لنفس المذنب وذلك لأن الفارق هو حوالي 76 عام بين كل تاريخ وآخر، وتوقع مروره في عام 1758 ولكنه لم يعش حتى تلك السنة وتوفي قبل ذلك.
في عام 1718 اكتشف هالي انتقال بعض النجوم في خريطة السماء وذلك من خلال مقارنته لخارطة السماء التي رسمها مع التي رسمها بطليموس قبل حوالي 1800 عام والنجوم التي انتقلت كانت السماك الرامح وسيريوس مع نجمين آخرين حددهما على خريطته.
في عام 1720 أخذ رتبة الفلكي الملكي بعد جون فلامستيد حتى عام 1742 حين توفي عن عمر يناهز 85.

## روابط خارجية
- إدموند هالي على موقع الموسوعة البريطانية (الإنجليزية)
- إدموند هالي على موقع إن إن دي بي (الإنجليزية)